# Popson
Popson är en svensk popgrupp som deltog i den svenska Melodifestivalen 2001 med melodin Jag känner dig. Den var influerad av Britpop och slutade på nionde plats. Bidraget kom med i tävlingen på grund av ett misstag enligt gruppen. Popson hade hellre velat ha med låten Annorlunda måndag.

## Medlemmar
- Lars Benckert, sång och gitarr
- Petter Gunnarsson, bas, kör och klaviatur
- Pelle Claesson, trummor, kör och percussion

## Diskografi

### Album
- 2001 - Det här är verkligheten

### Singel
- 2001 - Jag känner dig (ingen är som du)

## Melodier på Svensktoppen
- Det ordnar sig - 2001

### Testades på Svensktoppen men missade listan
- Annorlunda måndag - 2000
- Jag känner dig - 2001
- Ingen fara alls - 2001